# Beatrica Frankopan
- | Beatrica Frankopan    | Beatrica Frankopan                                                           |
| --------------------- | ---------------------------------------------------------------------------- |
| Beatrica Frankopan    |                                                                              |
| Životopis             |                                                                              |
| Rođenje               |                                                                              |
| 1480.                 | Hrvatsko-ugarsko kraljevstvo                                                 |
| Smrt                  |                                                                              |
| 27. ožujka 1510.      |                                                                              |
|                       |                                                                              |
| Etničko podrijetlo    | hrvatsko                                                                     |
| Matična kuća          | Knezovi Krčki (Frankopani)                                                   |
| Naslov                | kneginja                                                                     |
| Otac                  | Knez Bernardin Frankopan                                                     |
| Majka                 | Lujza rođ. Marzano, aragonska vojvotkinja                                    |
| Suprug                | Ivaniš Korvin, hrvatski ban Juraj Braniborski, njemački markgrof             |
| Djeca                 | Elizabeta (1496 ili 1497 – 1508), Krsto (1499 – 1505) (oboje iz prvog braka) |
|                       |                                                                              |
| Portal o životopisima |                                                                              |

Beatrica Frankopan (*1480. – †27. ožujka 1510.), hrvatska velikašica iz obitelji knezova Frankopana, supruga hrvatskog bana Ivaniša Korvina.

## Životopis
Rođena je kao kći kneza Bernardina Frankopana i njegove supruge Lujze rođ. Marzano, aragonske vojvotkinje. Imala je osmero braće i sestara, među kojima Krstu, hrvatskog bana i vojskovođu, te Ferdinanda, upravitelja Modruške biskupije i tasta Nikole Zrinskog Sigetskog.
Živjela je i bila odgajana u obiteljskom krugu na modruškom posjedu Frankopana, ali je povremeno i putovala u posjete rodbini, koju je imala na kraljevskom dvoru u Budimu, te na području današnje Italije. Slovila je kao ljepotica, te je zapela za oko mladom hrvatskom banu Ivanišu Korvinu, izvanbračnom sinu preminulog kralja Matije Korvina. Na proljeće 1496. godine on ju je i oženio, te se mladi bračni par preselio u utvrđeni grad Bihać, kojeg je Beatrica dobila od oca Bernardina kao miraz. Sljedeće godine premjestili su svoje sjedište u Krapinu, gdje je bilo mirnije i sigurnije za obitelj, jer Zagorje nije bilo toliko izloženo turskim provalama kao Bihać.
U braku s Ivanišem Korvinom Beatrica je rodila troje djece, kćer Elizabetu (1496 ili 1497 – 1508), te sinove Krsta (1499 – 1505) i Matiju (1504 – 1505). Poslije nešto više od osam godina braka, nesretna sudbina najprije ju je ostavila bez supruga, koji je umro 12. listopada 1504. godine, zatim bez sinova i naposljetku bez kćeri. Nakon žalovanja za izgubljenom cijelom obitelji, ostavši jedina nasljednica ogromnih Korvinovih imanja, udala se 1509. godine za rasipnog njemačkog markgrofa Jurja Braniborskog, nećaka hrvatsko-ugarskog kralja Vladislava II. Jagelovića.
Nešto više od godinu dana trajao je drugi Beatricin brak. Nesretna kneginja umrla je 27. ožujka 1510. godine i ostavila sve svoje posjede drugom suprugu, koji je tada postao jedan od najbogatijih velikaša u kraljevstvu. Ipak, on je većinu tog svog naslijeđenog vlasništva prodao i kupio posjede u Šleziji. Tako je smrću Beatrice Frankopan s povijesne scene nestala moćna, bogata i ugledna obitelj Korvin, odnosno Hunjadi.

## Galerija
| Krsto – Beatricin mlađi brat | Utvrđeni grad Bihać – Beatricin miraz | Ivaniš Korvin – Beatricin prvi suprug |

## Vanjske poveznice
- Beatrica Frankopan – unuka Stjepana II. Frankopana Modruškog  Arhivirana inačica izvorne stranice od 4. ožujka 2016. (Wayback Machine)
- Ivaniš Korvin – prvi Beatricin suprug  Arhivirana inačica izvorne stranice od 21. studenoga 2011. (Wayback Machine)
- Beatrica – vlasnica Krapine
- Beatricini posjedi u Hrvatskom zagorju